# Garní

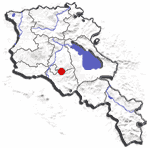
Mapa de Garní

Garní fou un districte de Baspracània, limitat al nord pel Kogovit, a l'est pel Mardastan, a l'oest per l'Akhiovit i al sud per l'Arberaniq i el Barilovit.
Fou també una ciutat de l'Airarat, a l'actual Armènia, al nord-est de Dvin i est d'Erevan, que va tenir certa importància abans de l'establiment de Dvin com a capital, i fou l'escenari de la batalla de Garní el 1225.

## El recinte arqueològic

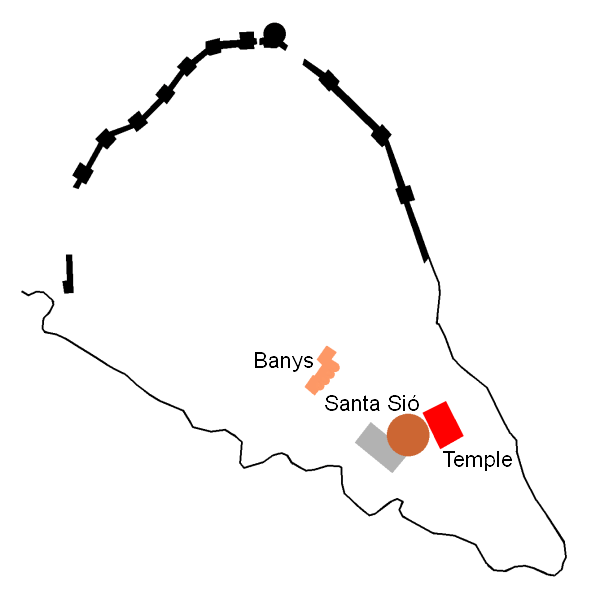
El recinte de Garní

Una primera fortalesa es va bastir al tercer mil·lenni aC en aquest lloc fàcilment defensable, situat sobre un revolt de riu Azat. Només té accés des del nord, on se situa la muralla. Fou conquerit al segle viii aC pel rei Argisti I d'Urartu, que hi va aixecar una fortalesa i una residència d'estiu.
Des de llavors es van anar aixecant altres edificacions, com ara un temple clàssic, uns banys, i una església.

### El temple

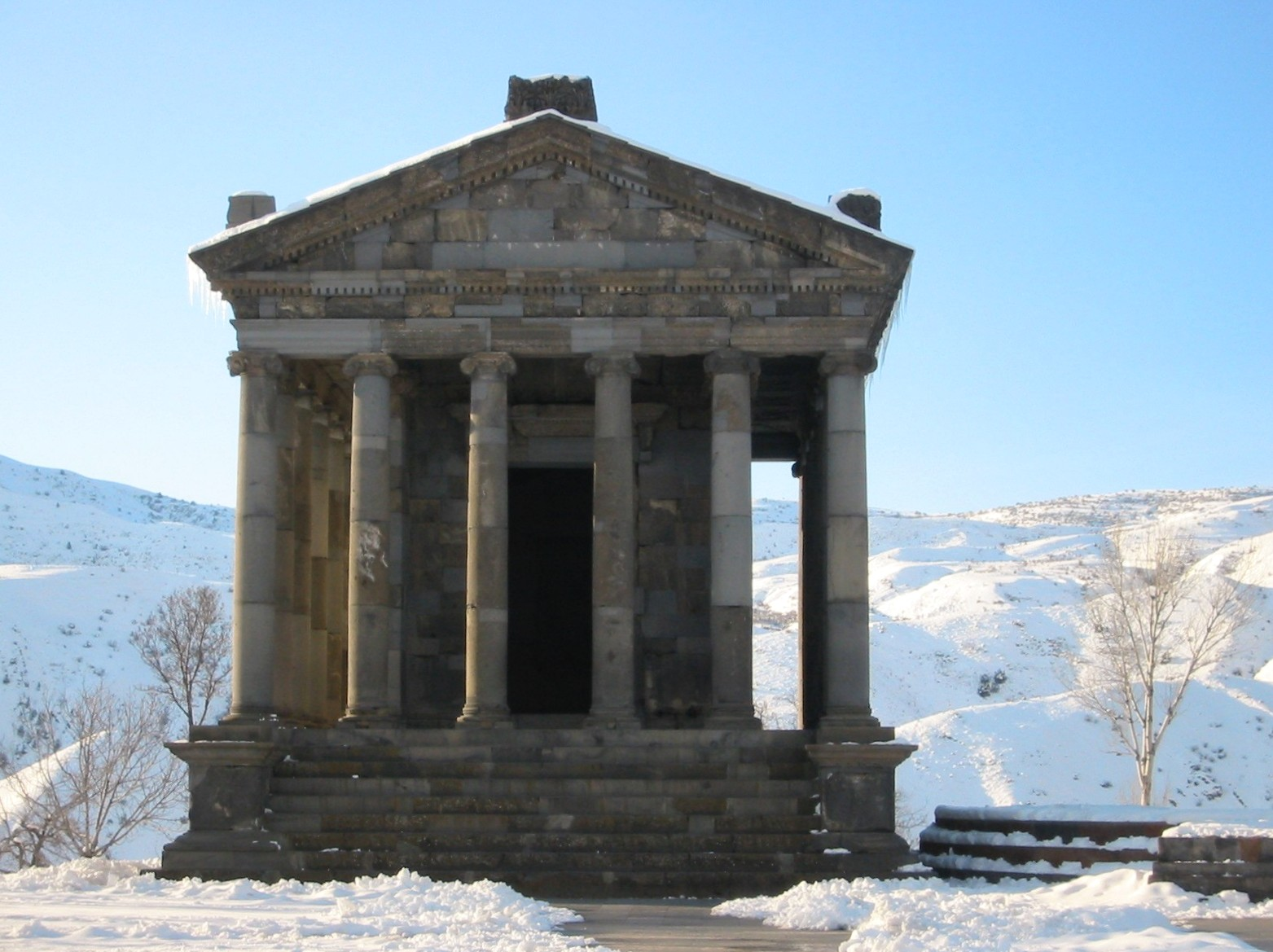
El temple de Garní

El temple, el va aixecar Tiridates I (rei d'Armènia entre el 53 i 100 dC), possiblement finançat amb els diners rebuts de Neró en una visita d'aquell a Roma. Probablement dedicat a Mitra, una divinitat d'origen iranià. Hi ha altres versions, que el situen cap al 175 dC i fins i tot al segle iii dC.

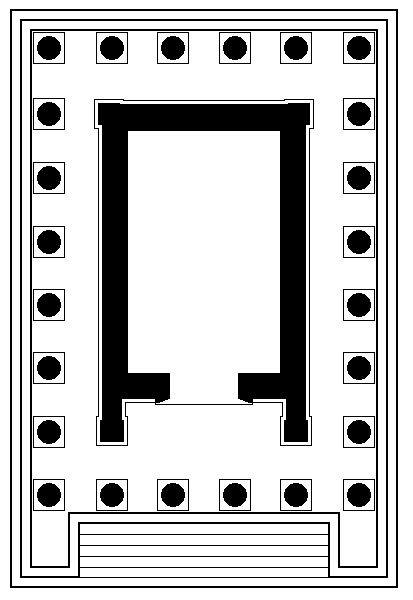
Esquema de la planta del temple

El temple no té res a veure amb els mitreus que coneixem a Occident. Es tracta d'un temple de tipus clàssic: jònic, perípter. Amb 24 columnes (6 als fronts i 8 als laterals) i accés davanter per mitjà d'una escalinata que porta a la pronaos i naos. És de basalt, molt abundant a la zona (el congost de l'Azat presenta aquí unes espectaculars columnes basàltiques).
Hom diu que quan Armènia va adoptar el cristianisme (el 301), el temple es va utilitzar de residència.
Va quedar destruït a causa d'un sisme, el 1679. Modernament, s'ha restaurat utilitzant les peces originàries que es trobaven in situ, a més d'algunes de noves. Aquesta restauració es va fer en època soviètica, entre el 1970 i 1976.

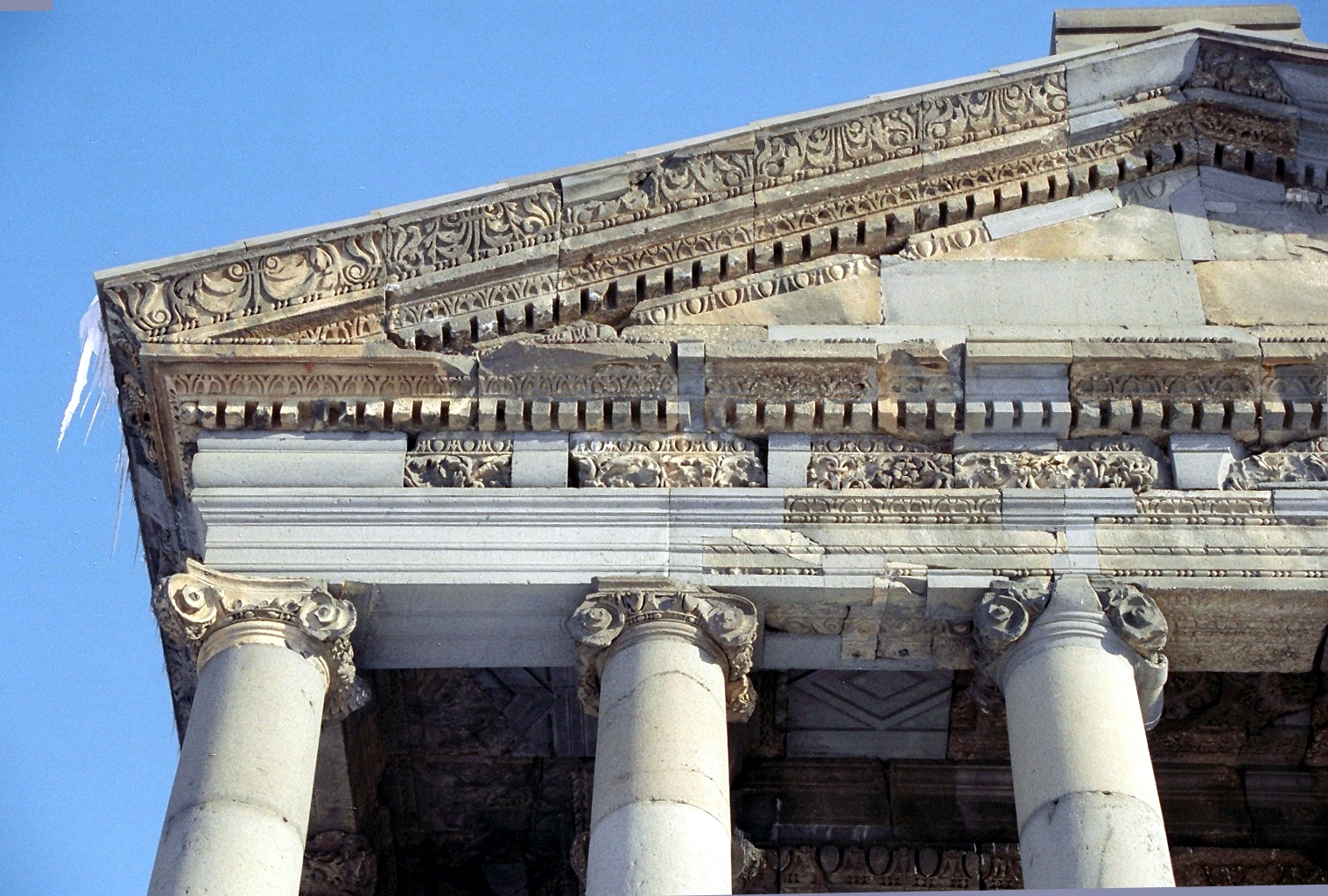
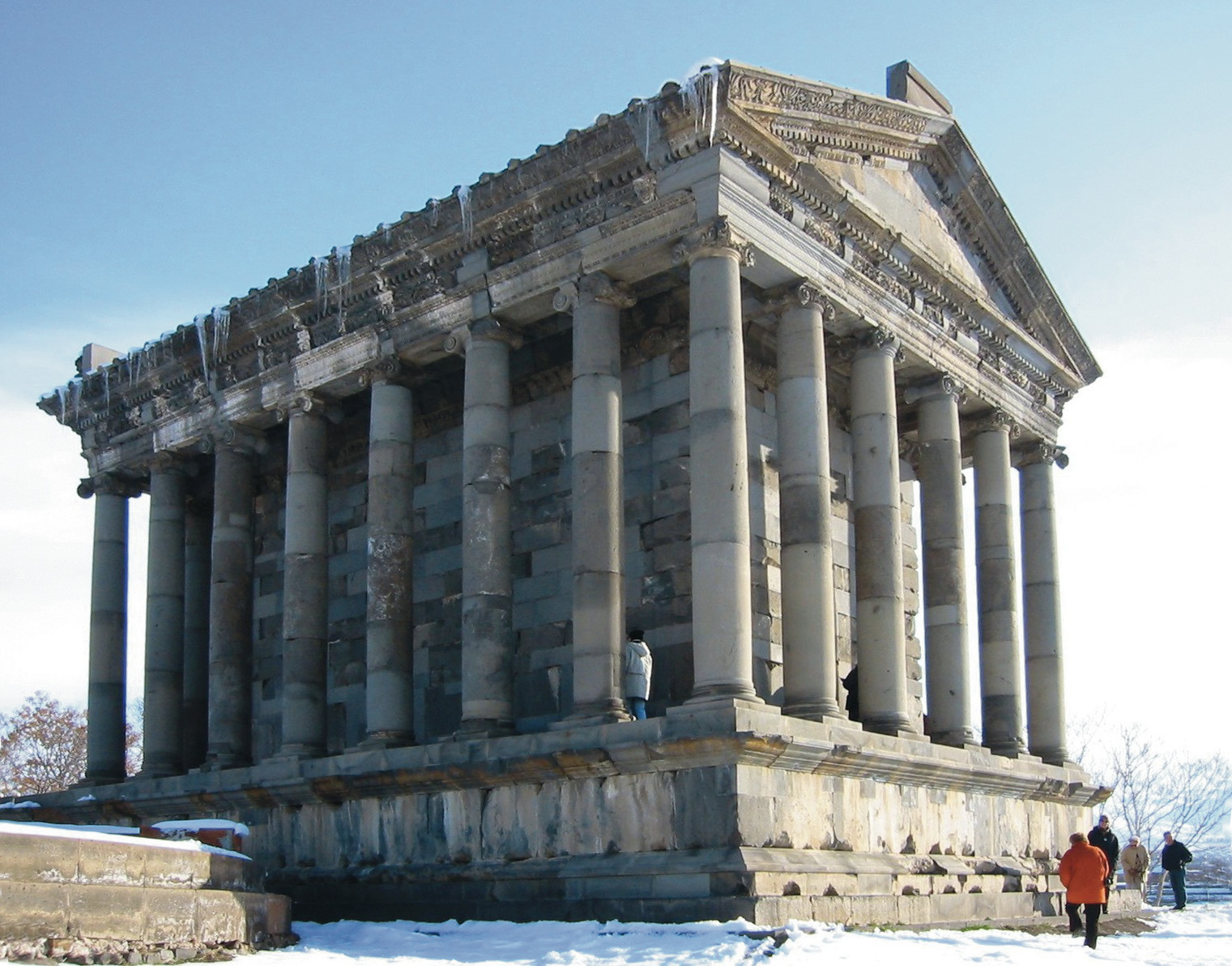

### Els banys

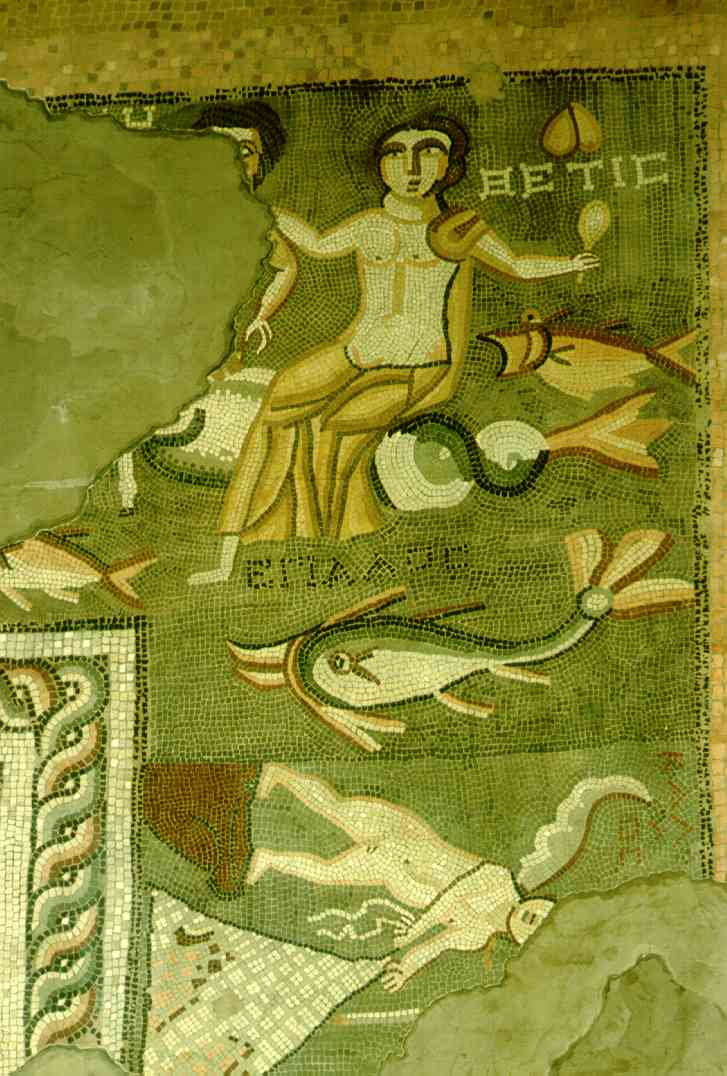
Detall del mosaic dels banys

Es conserven les ruïnes d'uns interessants banys, decorats en alguna dependència amb mosaics amb representacions mitològiques i inscripcions gregues, la figura més ben conservada és la de Tetis. Són del segle iv.

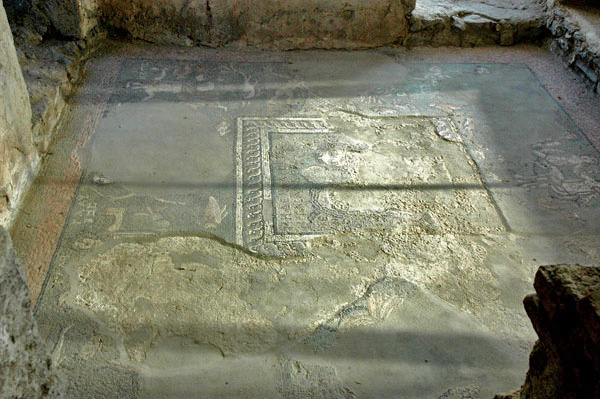
Interior del bany, amb els mosaics

Església de la Santa Sió

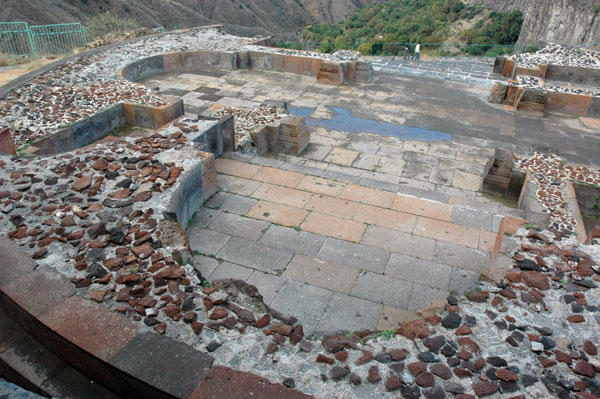
Església de Santa Sió

Es troba a tocar del temple. És de planta circular amb l'interior de creu grega, amb els quatre braços iguals, que acaben en absis semicirculars. Té, a més, quatre capelles auxiliars, de planta quadrada, edificades dins el gruix dels murs. Data del 659. Gairebé s'ha perdut del tot, només queda la part inferior dels murs, que deixen veure perfectament la seva planta.

### La muralla

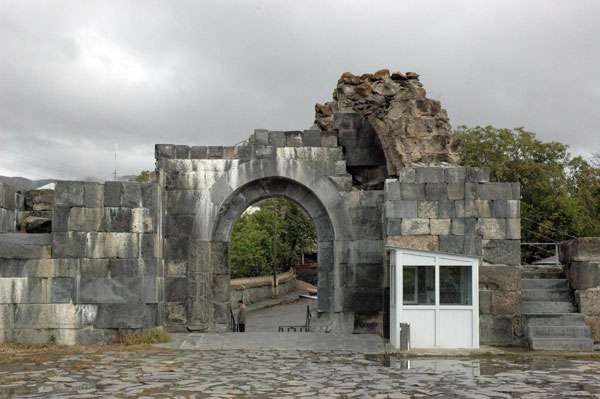
Porta de la muralla de Garní

Un gruixut mur de pedra, amb una porta d'accés, tanca pel nord i parcialment per llevant el recinte. En la resta del seu perímetre, és limitat per un penya-segat que fa de defensa natural.